# The Best of Rocks
『The Best of Rocks』（ザ・ベスト・オブ・ロックス）は、永井真理子初のロックベスト・アルバム。

## 概要
同年、長男を出産した永井はレコード会社ファンハウスとの契約終了に伴い、ベスト・アルバム2枚のみ発表した。本作、および2枚目のバラード・ベスト・アルバム『The Best of Ballads』であり、同時発売された。本作はロックテイストの既存楽曲から選曲。CD背帯の日本語タイトルは「ロック・ベスト」。

## 収録曲
編曲：根岸貴幸（特記以外）、廣田コージ（M-7.11.13）、廣田コージ・林真史（M-9）
1. Brand-New Way
  - 作詞：川田多摩喜、作曲：藤井宏一
2. Step Step Step
  - 作詞：前田克樹・亜伊林、作曲：前田克樹
3. White Communication〜新しい絆〜
  - 作詞・作曲：佐野元春
4. ハートをWASH!
  - 作詞：浅田有理、作曲：北野誠
5. プリティ・ロックンロール
  - 作詞：浅田有理、作曲：北野誠
6. Ready Steady Go!
  - 作詞：亜伊林、作曲：前田克樹
7. おいでよSmile World
  - 作詞：永井真理子、作曲：永井真理子・廣田コージ
8. ミラクル･ガール
  - 作詞：亜伊林、作曲：藤井宏一
  - 読売テレビ系アニメーション『YAWARA!』初代オープニングテーマ
9. KISS ME
  - 作詞：永井真理子、作曲：永井真理子・廣田コージ
10. Slow Down Kiss
  - 作詞：只野菜摘、作曲：谷口守
11. Cherry Revolution （Remix Version）
  - 作詞：永井真理子、作曲：永井真理子・廣田コージ
12. 私の中の勇気
  - 作詞：永井真理子、作曲：前田克樹
13. DON'T GIVE UP HEART
  - 作詞：永井真理子、作曲：永井真理子・廣田コージ